# NGC 341
NGC 341 (другие обозначения — NGC 341A, VV 361, MCG −2-3-63, Arp 59, MK 968, IRAS00582-0927, PGC 3620) — спиральная галактика с перемычкой. Находится в созвездии Кит.
Этот объект занесён в Новый общий каталог несколько раз, с обозначениями NGC 341, NGC 341A.
Этот объект входит в число перечисленных в оригинальной редакции «Нового общего каталога», а также включён в Атлас пекулярных галактик и в каталог галактик Маркаряна.
В галактике-спутнике наблюдается вспышка звездообразования.
См. фотографию галактики.